# Louis-Marie Bertrand
Pour les articles homonymes, voir Bertrand.
Louis-Marie Betrand est un homme politique français, né le 10 janvier 1760 à Mâcon et mort à une date inconnue. Il fut, durant la Révolution française, député de La Réunion au sein de l'Assemblée nationale législative. 

## Sources
- « Louis-Marie Bertrand », dans Adolphe Robert et Gaston Cougny, Dictionnaire des parlementaires français, Edgar Bourloton, 1889-1891 [détail de l’édition]